# Lubraniec Miasto
Lubraniec Miasto – dawny wąskotorowy przystanek osobowy w Lubrańcu, w gminie Lubraniec, w powiecie włocławskim, w województwie kujawsko-pomorskim, w Polsce.